# Arctornis subvitrea
Arctornis subvitrea är en fjärilsart som beskrevs av Walker 1865. Arctornis subvitrea ingår i släktet Arctornis och familjen tofsspinnare. Inga underarter finns listade i Catalogue of Life.